# Kenny Clare

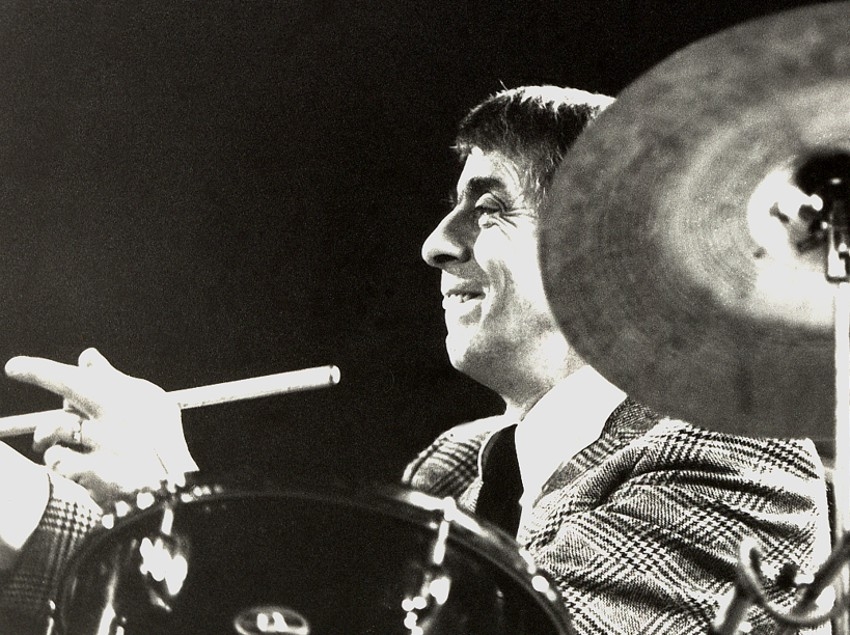

Kenny Clare (* 8. Juni 1929 in London; †  21. Dezember 1984) war ein britischer Jazz-Schlagzeuger.

## Leben und Wirken
Clare trat nach dem Militärdienst 1949 der Radio-Tanzband von Oscar Rabin bei, wo er seine Frau, die Sängerin Majorie Daw kennenlernte. 1954 wechselte er zu Jack Parnell und schließlich für fünf Jahre zur Band von Johnny Dankworth, mit der er auch auf dem Newport Jazz Festival spielte. Als Dankworth seine Band für kurze Zeit auflösen musste, wandte er sich Studioarbeit zu. Anfang der 1960er Jahre ging Clare zu Ted Heath und leitete eine Band mit dem Schlagzeuger-Kollegen Ronnie Stephenson, mit der er auch aufnahm. Ab 1967 war er in der Kenny Clarke/Francy Boland Big Band, zunächst als Aushilfe für Kenny Clarke, als der in Spanien weilte. Dann spielte die Band mit zwei Schlagzeugern, was aufgrund ihres unterschiedlichen Naturells zu mehr Dynamik und Drive führte.
Weiterhin war er Mitglied des Oktetts von Ronnie Scott. Ab Anfang der 1970er Jahre arbeitete er meist als Freelancer; z. B. mit Peter Herbolzheimer, als Studiomusiker (u. a. für Knut Kiesewetter, Henry Mancini sowie Michel Legrand) und tourte mit Tom Jones. Kenny Clare nahm auch als Begleiter von Ella Fitzgerald (die LP „Can´t Buy Me Love“ 1964), mit Joe Pass und Stéphane Grappelli auf und begleitete Judy Garland, Peggy Lee, Mel Tormé und Cleo Laine.
Kenny Clarke sagte über ihn: „Was uns zwei betrifft, glaube ich, dass ich mit Kenny einfach alles spielen kann. Denn er denkt wie ich. Er ist einer der intelligentesten Schlagzeuger, die ich kenne. Ich glaube, wir sind seelenverwandt.“